# 争取社会主义存在
争取社会主义存在（西班牙語：Presentes por el Socialismo，缩写为PPS）是哥伦比亚的一个泛左翼政党。该党成立于1996年。该党的活跃成员来源于不同的左翼流派，包括托洛茨基主义者和马克思列宁主义者。该党是圣保罗论坛的成员。曾有第四国际成员在该党内部活动。